# Riffelsattel
Riffelsattel är ett bergspass i Österrike.   Det ligger i distriktet Lilienfeld och förbundslandet Niederösterreich, i den östra delen av landet, 100 km väster om huvudstaden Wien. Riffelsattel ligger 1 283 meter över havet.
Terrängen runt Riffelsattel är huvudsakligen kuperad, men västerut är den bergig. Riffelsattel ligger uppe på en höjd. Runt Riffelsattel är det ganska glesbefolkat, med 29 invånare per kvadratkilometer.. Närmaste större samhälle är Scheibbs, 17,0 km norr om Riffelsattel. 
I omgivningarna runt Riffelsattel växer i huvudsak blandskog.